# Lidia Biondi
Pour les articles homonymes, voir Biondi.
Lidia Biondi, parfois créditée comme Lydia Biondi née à Livourne le 3 février 1941 et morte à Rome le 14 juin 2016, est une actrice italienne.

## Biographie
Lidia Biondi parfois créditée comme Lydia Biondi qui est née à Livourne le 3 février 1941 a participé à plus de 40 films à partir des années 1960.
Au cours des dernières années, elle a tourné dans diverses séries à succès pour la télévision. En 2010, elle a tourné dans le film Lettres à Juliette de Gary Winick, aux côtés de Amanda Seyfried et Vanessa Redgrave et Mange, prie, aime réalisé par Ryan Murphy, avec Julia Roberts.
Elle a conçu des revues et des festivals internationaux, dont Rome New York A/R, qui s'est tenu en novembre 2008 dans différents espaces théâtraux de Rome,.
À la suite du décès brutal de Lydia Biondi, l'association MTM, redevenue autonome en 2007 et qui prend désormais le nom de MTM Lydia Biondi, décide de créer le Prix international Lydia Biondi en 2017, afin de promouvoir et d'encourager les jeunes artistes qui se tournent vers les arts de la scène.
Lidia Biondi est morte à Rome le 14 juin 2016.

## Filmographie partielle

### Cinéma
- 1967 : Quand l'heure de la vengeance sonnera (La morte non conta i dollari) de Riccardo Freda : Mme Gilbert
- 1968 : Fuoco!, réalisation de Gian Vittorio Baldi
- 1968 : I visionari de Maurizio Ponzi.
- 1968 : Danger : Diabolik ! (Diabolik) de Mario Bava.
- 1970 : L'Amour de gré ou de force (Per amore o per forza) de Massimo Franciosa
- 1971 : Quatre Nuits d'un rêveur de  Robert Bresson.
- 1977 : Pensione paura, réalisation de Francesco Barilli
- 1979 : Ratataplan, réalisation de  Maurizio Nichetti
- 1990 : Volere volare, réalisation de  Maurizio Nichetti
- 2004 : Se devo essere sincera, réalisation de  Davide Ferrario
- 2005 : Casanova, réalisation de Lasse Hallström
- 2006 : Commediasexi d'Alessandro D'Alatri
- 2007 : Gloss cambiare si può, réalisation de Valentina Brandolini
- 2008 : Miracle à Santa Anna, réalisation de  Spike Lee
- 2010 :
  - Lettres à Juliette, réalisation de  Gary Winick
  - Mange, prie, aime, réalisation de  Ryan Murphy
- 2013 : Sole a catinelle, réalisation de  Gennaro Nunziante

### Télévision
- 2002 : Il bello delle donne, réalisation de Maurizio Ponzi - Série télévisée (3 épisodes),
- 2004 : Diritto di difesa, réalisation de  Donatella Maiorca - Série télévisée (1 épisode),
- 2004 : L'onore e il rispetto, réalisation de  Salvatore Samperi Série télévisée (2006)
- 2005 - 2007 : Rome, série télévisée américano-britannico-italienne en 22 épisodes répartis en deux saisons, créée par John Milius, William J. MacDonald et Bruno Heller.
- 2008 :
  - Aldo Moro - Il presidente, réalisation de  Gianluca Maria Tavarelli - mini série télévisée
  - Il sangue e la rosa, réalisation de  Salvatore Samperi, Luigi Parisi, Luciano Odorisio - Série télévisée
- 2013 : Un caso di coscienza 5, réalisation de  Luigi Perelli - Série télévisée
- 2014 :
  - Una buona stagione, réalisation de  Gianni Lepre - Série télévisée
  - Il tredicesimo apostolo - La rivelazione, réalisation de  Alexis Sweet - Série télévisée
  - Furore - Il vento della speranza, réalisation de  Alessio Inturri - Série télévisée
  - Una pallottola nel cuore - La ragazza del parco, réalisation de  Luca Manfredi - Série télévisée
- 2015 : Il bosco, réalisation de Eros Puglielli - Série télévisée